# Longeole
La longeole est une saucisse composée de viande de porc et aromatisée aux graines de fenouil, une spécialité du canton de Genève en Suisse, et du Genevois français, l'origine attestée étant l'abbaye de Pommier en Haute-Savoie, elle est protégée par une indication géographique protégée depuis 2009. 
Elle est composée de viande de porc, de lard de bajoue et/ou de nuque, de couenne crue ainsi que de graines de fenouil. La cuisson dans l'eau frémissante demande environ 3 heures.

## Historique
La longeole aurait été inventée par un moine de l’abbaye de Pomier dénommé le père Longeot, qui aurait eu l’idée d’ajouter à une pâte à saucisson normale une poignée de fenouil noir du pays et quelques couennes.
L’arrivée tardive de la longeole dans les livres de recettes genevoises (1885) masque une présence plus ancienne. En effet, on trouve le nom de longeole dans le Glossaire genevois de A.-J. Gaudy-Lefort publié à Genève en 1820. C’est, à ce jour, la plus ancienne mention écrite connue de ce saucisson. Les analogies, mentionnées par J. Lamotte, de la longeole avec le murson dauphinois laissent entrevoir une arrivée relativement ancienne de la longeole dans la cuisine genevoise. Elle pourrait remonter au second Refuge (1685-1705) qui voit arriver à Genève de nombreux réfugiés pour cause de religion en provenance du Dauphiné. Immigration qui perdurera jusqu’à la seconde moitié du 18e siècle. 
Cette hypothèse est plausible si l’on se souvient que la longeole reste limitée à la région genevoise (anciennes terres de la République et Communes Réunies – terres savoyardes, rattachées à Genève en 1816 – où les Genevois possèdent de nombreuses propriétés foncières). Côté suisse, la fabrication de la longeole n’a en effet pas essaimé plus loin que Genève. On n’a guère d’indications sur l’évolution de la longeole au cours des XIXe et XXe siècles. Les changements les plus vraisemblables concernent la viande de porc d’une part, et les épices d’autre part. 
Au cours du XIXe siècle, l’amélioration des conditions d’alimentation des porcs, ainsi que les croisements et améliorations génétiques, ont progressivement conduit à l’élevage de porcs très gras ; la longeole l’était aussi. La tendance inverse se manifeste depuis les années 1990, et les bouchers ont tendance à fabriquer une longeole légèrement plus maigre. Côté épices, la version au fenouil entier fait autorité à Genève aujourd’hui. Il est possible que l’adjonction de carvi (dit aussi cumin des prés) ait été autrefois plus largement pratiquée, comme elle le reste d’ailleurs dans les variantes du nord-est de la Haute-Savoie. L’hypothèse d’une parenté avec le murson dauphinois plaide en ce sens. 
À la suite de la disparition progressive des prairies naturelles, au cours du 19e siècle, les graines du carvi auraient ainsi été remplacées par du fenouil dont les graines ont d’ailleurs les mêmes propriétés carminatives ; la recette indiquée en 1894 par le Valaisan Joseph Favre, dans son Dictionnaire universel de cuisine pratique, ne mentionne que le fenouil entier. On ignore quand la longeole est devenue une spécialité populaire, mais des indices convergents montrent qu’elle est très bien implantée à Genève et dans le nord de la Haute-Savoie dès les années 1930. 
Selon l’Inventaire du patrimoine culinaire de la France : Rhône-Alpes (1995) indique qu'elle « apparaît dans plusieurs guides édités du côté français au cours années 1920 et 1930 ». On retrouve notamment cette spécialité, avec certaines variantes, dans la partie nord de la Haute-Savoie voisine (massif du Chablais, basse vallée de l'Arve et Annemasse), ainsi que dans le pays de Gex dans l'Ain. 
Du côté genevois, un guide gastronomique paru en 1932 fait apparaître que plus de la moitié des auberges de campagne annoncent la longeole comme « produits d’appel ». A la même époque, les maraîchers genevois organisent des expositions en collaboration avec la Société des charcutiers de Genève, sous le nom de Journées ou Foire aux Longeoles. Ces manifestations attirent de 15 à 20'000 curieux et acheteurs, qui défilent devant les parterres de légumes et les échoppes offrant des milliers de longeoles ! La longeole, longue à cuire et relativement grasse, a connu pour ces raisons, au cours des dernières décennies du XIXe siècle, une certaine désaffection. Sa valeur patrimoniale, qui a empêché sa disparition, semble aujourd’hui mener à un nouvel intérêt du public, soutenu par les professionnels et l’Etat.[réf. souhaitée]
La Longeole est inscrite au registre fédéral des indications géographiques protégées (IGP) depuis 2009. Un cahier des charges déposé à l’Office fédéral de l’agriculture décrit les exigences à respecter pour bénéficier de l'Indication.